# Dicraeus trivittatus
Dicraeus trivittatus är en tvåvingeart som beskrevs av Curtis W. Sabrosky 1957. Dicraeus trivittatus ingår i släktet Dicraeus och familjen fritflugor. Inga underarter finns listade i Catalogue of Life.